# Ctenophorus isolepis
Espèce
Synonymes
- Grammatophora isolepis Fischer, 1881
- Amphibolurus isolepis (Fischer, 1881)
- Amphibolurus maculatus gularis Sternfeld, 1925
- Amphibolurus isolepis citrinus Storr, 1965

Ctenophorus isolepis est une espèce de sauriens de la famille des Agamidae.

## Répartition
Cette espèce est endémique d'Australie. Elle se rencontre en Australie-Occidentale, en Australie-Méridionale, au Territoire du Nord et au Queensland.

## Liste des sous-espèces
Selon The Reptile Database (22 décembre 2015) :
- Ctenophorus isolepis citrinus (Storr, 1965)
- Ctenophorus isolepis gularis (Sternfeld, 1925)
- Ctenophorus isolepis isolepis (Fischer, 1881)

## Taxinomie
La sous-espèce Ctenophorus isolepis rubens a été élevée au rang d'espèce.

## Publications originales
- Fischer, 1881 : Beschreibung neuer Reptilien. Archiv für Naturgeschichte, vol. 47, no 1, p. 225-238 (texte intégral).
- Sternfeld, 1925 : Beiträge zur Herpetologie Inner-Australiens. Abhandlungen Herausgegeben von der Senckenbergischen Naturforschenden Gesellschaft, vol. 38, p. 221-251.
- Storr,  1965 : The Amphibolurus maculatus species-group (Lacertilia: Agamidae) in Western Australia. Journal of The Royal Society of Western Australia, vol. 48, p. 45-54.